# Jan Boelken Bakker
Jan Boelken Bakker (Gasselte, 4 april 1818 – Gasselternijveen, 22 januari 1889) was houthandelaar en burgemeester van Gasselte.

## Leven en werk
De houthandelaar Bakker, zoon van landbouwer Harmannus Wiebes Bakker en Rolina Boelken, werd op 19 maart 1853 benoemd tot burgemeester van Gasselte. Hij zou dit ambt ruim 35 jaar vervullen totdat hij in januari 1889 op 70-jarige leeftijd overleed. Naast zijn burgemeesterschap hield Bakker zich, als eigenaar van een scheepswerf, ook bezig met de scheepsbouw in Gasselternijveen. Hij werd als burgemeester opgevolgd door een andere plaatselijke houthandelaar Albertus Huges. Bakker was op 17 juli 1851 te Gasselte getrouwd met de uit Borger afkomstige Grietien Wiggers. Zij overleed enkele maanden na de geboorte van hun eerste kind op 15 februari 1853.
In 1864 kreeg Bakker bericht van de commissaris van de Koning De Vos van Steenwijk, dat zijn veldwachter in de gaten gehouden zou worden, omdat hij te weinig bekeuringen uitschreef. De drie bekeuringen in 1863 hadden volgens De Vos van Steenwijk alles te maken met een ongenoegzamen dienstijver van de veldwachter. Het was onwaarschijnlijk dat Gasselte een gunstige uitzondering zou vormen wat betreft het plegen van overtredingen.